# Dark Seed
Dark Seed est un jeu vidéo de type point and click de genre « horreur » développé par Cyberdreams sorti en 1992 sur Amiga et PC. Deux mondes existent, un monde normal (la ville de Woodland Hills) et un monde parallèle abritant des extra-terrestres. Ce monde est basé sur les dessins qu'a créé H.R. Giger (connu pour ses artworks repris dans Alien).
Il s'agit d'un des rares jeu de l'époque affichant une haute résolution (640x400) aussi bien sur PC que sur Amiga à la demande de Giger lui-même.
Une suite, Dark Seed II, est sortie en 1995 aux États-Unis.
Le concepteur du jeu Mike Dawson prête ses traits au héros du jeu : Mike Dawson. Sa voix ainsi que son apparence ont été reprises telles quelles.

## Histoire
Mike Dawson, un publicitaire couronné de succès, rêve d'écrire un livre. Il acquiert alors un vieux manoir dans la banlieue de Woodland Hills. Sa première nuit est très agitée, il fait un cauchemar semblant extrêmement réel, une machine lui ouvre le cerveau pour lui placer un embryon extra-terrestre.
À son réveil, il a un très gros mal de crâne et après avoir pris une aspirine et une douche, décide d'explorer son manoir. Il va y découvrir comment l'ancien propriétaire est mort et va surtout se rendre compte qu'à travers un miroir présent dans la demeure, il peut accéder à un monde parallèle abritant une entité extra-terrestre appelée « Les Anciens ». Mike a désormais trois jours pour faire face à leur invasion sous peine de mourir et de voir le monde exterminé.

## Bogues
Le jeu est malheureusement truffé de bogues qui font freezer le jeu.
Dark Seed devient ainsi très difficile à terminer notamment parce que le jeu est minuté et doit se jouer en 3 jours (temps dans le jeu). Si vous avez oublié de faire certaines choses pendant les jours 1, 2 ou 3, il vous sera impossible de terminer le jeu. Aussi, il faut faire très attention à toujours revenir au manoir pour que Mike Dawson puisse se coucher. Si ce n'est pas le cas, Mike s'endort au beau milieu d'un lieu et peut soit se faire voler tous ses objets dans le monde réel (récupérables au commissariat ou il faudra refaire les énigmes pour les récupérer) soit mourir d'un coup s'il s'endort dans le monde parallèle. Il faudra alors recommencer.

## Héritage
En 2006, Gametrailers.com classe le jeu comme étant le septième jeu le plus effrayant de tous les temps .
On raconte que Mike Dawson, lead designer sur ce projet, aurait fait une dépression nerveuse du fait qu'il fallait boucler le projet en un temps record. En réalité, il quitta l'univers du jeu vidéo après avoir terminé Dark Seed pour se consacrer à l'écriture télévisuelle jusqu'à la fin des années 1990. Il est également l'auteur de quatre livres sur la programmation informatique  et il enseigne actuellement le level design et la programmation à des classes de UCLA et l'université Stanford,.

## Réception critique
Le jeu obtient la note de 18/20 par le magazine Tilt en mai 1992. On y lit notamment que « les graphismes de Giger confèrent au jeu une ambiance hors du commun ». Marc Menier précise également que « Dark Seed n'est pas à mettre entre toutes les mains. Si vous aimez les histoires morbides, vous allez vous régaler. » Le journaliste regrette toutefois que la participation de Giger ne se soit limitée qu'au monde des ténèbres.
| Dark Seed        |      |            |
| Média            | Nat. | Notes      |
| Adventure Gamers | US   | 2,5/5 (PC) |
| Dragon Magazine  | US   | 3/5 (PC)   |
| Tilt             | FR   | 18/20 (PC) |